# Stanhope (Kent)
Stanhope es una parroquia civil sobre la villa de Ashford, en el distrito homónimo del condado de Kent (Inglaterra).

## Geografía
Según la Oficina Nacional de Estadística británica, Stanhope tiene una superficie de 0,57 km².

## Demografía
Según el censo de 2001, Stanhope tenía 3833 habitantes (49,99% varones, 50,01% mujeres) y una densidad de población de 6724,56 hab/km². El 32,43% eran menores de 16 años, el 65,82% tenían entre 16 y 74 y el 1,75% eran mayores de 74. La media de edad era de 28,86 años. Del total de habitantes con 16 o más años, el 38,53% estaban solteros, el 46,02% casados y el 15,44% divorciados o viudos.
El 93,87% de los habitantes eran originarios del Reino Unido. El resto de países europeos englobaban al 1,57% de la población, mientras que el 4,57% había nacido en cualquier otro lugar. Según su grupo étnico, el 94,6% eran blancos, el 1,62% mestizos, el 1,25% asiáticos, el 0,81% negros, el 0,08% chinos y el 1,56% de cualquier otro. El cristianismo era profesado por el 64,51%, el budismo por el 0,08%, el hinduismo por el 0,08%, el judaísmo por el 0,08%, el islam por el 2,79% y cualquier otra religión, salvo el sijismo, por el 0,37%. El 21,36% no eran religiosos y el 10,74% no marcaron ninguna opción en el censo.
1529 habitantes eran económicamente activos, 1360 de ellos (88,95%) empleados y 169 (11,05%) desempleados. Había 1313 hogares con residentes y 113 vacíos.